# Parelzaad
Parelzaad (Lithospermum) is een geslacht van kruidachtige en verhoutende planten uit de ruwbladigenfamilie (Boraginaceae). De planten kunnen zowel eenjarige als vaste planten zijn. Het geslacht telt vijfenveertig tot zestig soorten. De kleur van de bloemen varieert sterk: wit, blauw, paars, rood, oranje en geel kunnen allemaal voorkomen.
In Nederland en België komen voor:

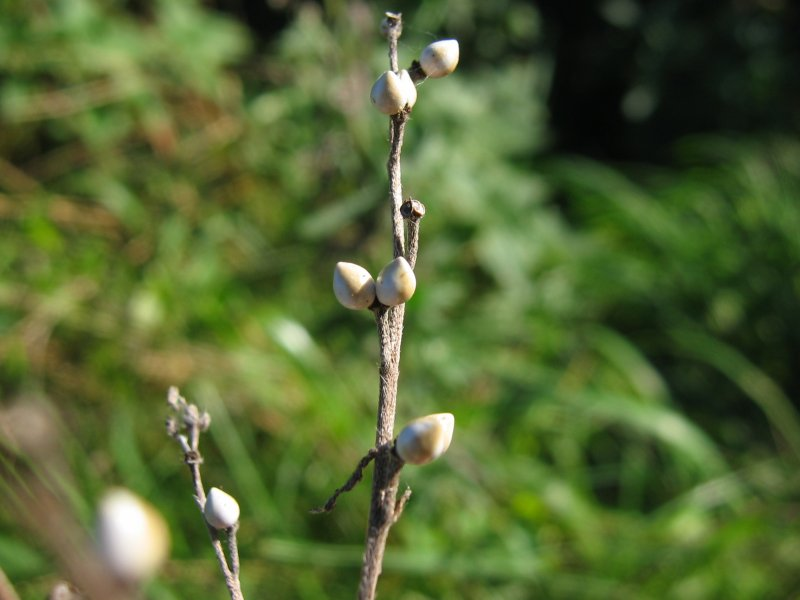
Vruchten van glad parelzaad

- Blauw parelzaad (Lithospermum purpurocaeruleum)
- Glad parelzaad (Lithospermum officinale)
- Ruw parelzaad (Lithospermum arvense)

Andere soorten die voorkomen in Europa:
- Lithospermum gastonii
- Lithospermum incrassatum
- Lithospermum permixtum
- Lithospermum splitbergeri

## Verspreiding
Het geslacht komt op alle werelddelen behalve in Australië voor.
In de Amerikaanse staat South Dakota zijn fossielen uit het laat Mioceen bekend.

## Ecologie
De planten in dit geslacht zijn onder meer waardplant voor de bladmineerders Agromyza abiens, Agromyza lithospermi, Coleophora pennella, Dialectica imperialella, Chromatomyia horticola en Phytomyza medicaginis.